# Shemaryahu Talmon
Shemaryahu Talmon (in polacco: Shemaryahu Zelmanowicz; Skierniewice, 1920 – Gerusalemme, 15 dicembre 2010) è stato un biblista polacco di origine ebraica, professore di studi biblici presso l'Università ebraica di Gerusalemme, nella cattedra intitolata in onore di Judah L. Magnes.

## Biografia
Shemaryahu Zelmanowicz era uno dei figli di Litman Yom - Tov Zelmanowicz e Hanna Ell. I suoi genitori provenivano dalla Polonia russa ed erano emigrati in Germania nel 1920. Egli crebbe a Breslavia, dove frequentò la scuola ebraica locale. Nel 1939 fu internato per tre mesi nel Campo di concentramento di Buchenwald, dopodiché riuscì a emigrare in Palestina. Nel 1948 cambiò il proprio cognome. I suoi genitori morirono nel 1941 nel Ghetto di Izbica.
Nel 1955, dopo aver studiato con Umberto Cassuto, Isaac Leo Seeligmann e Paul Kahle, conseguì il dottorato all'Università ebraica di Gerusalemme con una tesi sul testo e le versioni del Tanakh, con particolare riferimento ai "doppi sensi" presenti nei testi biblici. Negli anni che seguirono, ampliò e perfezionò le sue tesi e diede contributi a molte aree dello studio biblico. Collaborò con Moshe Goshen-Gottstein e Chaim Rabin nell'Hebrew University Bible Project  (Progetto Biblico dell'Università Ebraica), di cui divenne direttore dopo la loro morte.
Autore di ricerche anche nel campo della sociologia, nel 1975 pubblicò i suoi studi nel volume intitolato Qumran and the History of the Biblical Text (Qumran e la storia del testo biblico) e, nel 1989, diede alle stampe il libro The World of Qumran from Within (Il mondo di Qumran dall'interno).
Fu professore ospite presso università distribuite in tutto il mondo. Nel semestre invernale 1981/82 fu professore ospite presso l'Institut für Jüdisch-Christliche Forschung (IJCF)di Lucerna. Fu decano dell'Università di Haifa e della Facoltà di Lettere dell'Università Ebraica. Dal 1982 al 1984 fu anche rettore dell'Università di studi ebraici di Heidelberg (2° rettore fondatore).
Nell'ambito del dialogo interreligioso, fu direttore del dialogo internazionale ebraico-cristiano e collaborò con il Consiglio ecumenico delle Chiese e con il Vaticano.

## Premi e riconoscimenti
- 1976: Premio Romano Guardini dell'Accademia Cattolica della Baviera[3];
- 1997: Premio Israele nel campo degli studi biblici.

## Opere
- Jewish Civilization in the Hellenistic-Roman Period. JSOT Press, Sheffield 1991. ISBN 1-56338-034-X
- Literary Studies in the Hebrew Bible – Form and Content. Magnes Press, Gerusalemme1993. ISBN 90-04-09875-5.
- Gesammelte Aufsätze, Neukirchener Verlag, Neukirchen-Vluyn.
  - vol. 1: Gesellschaft und Literatur in der Hebräischen Bibel, 1988.
  - vol. 2: Juden und Christen im Gespräch, 1992.
  - vol. 3: Israels Gedankenwelt in der hebräischen Bibel, 1995.

come curatore:
- Die Schriftrollen von Qumran. Zur aufregenden Geschichte ihrer Erforschung und Deutung. Pustet Verlag, Regensburg 1998. ISBN 3-7917-1592-5.
- Religion und Politik in der Gesellschaft des 20. Jahrhunderts. Ein Symposion mit israelischen und deutschen Wissenschaftlern. Keil-Verlag, Bonn 1978. ISBN 3-921591-02-3.